# 琪卡·納扎雷特
法蘭西絲卡·拉莫斯·里貝羅·納扎雷特·索薩（葡萄牙語：Francisca Ramos Ribeiro Nazareth Sousa，2002年11月17日—），通稱琪卡·納扎雷特（Kika Nazareth），是葡萄牙職業女子足球運動員，司職前鋒和進攻中場，現效力西班牙女子足球甲級聯賽球隊巴塞隆納和葡萄牙國家女子足球隊。她曾代表葡萄牙參加2023年國際足協女子世界盃。
納扎雷特於2018年加入葡萄牙強權球隊里斯本與本菲卡，不過她在2020年才正式簽下第一張職業球隊合約。2024年，她隨隊連續奪下第4次葡萄牙女子國家錦標賽冠軍（最高級別），同時獲得葡萄牙女子超級盃以及葡萄牙女子盃冠軍。同年7月，納扎雷特轉會至女子西甲球隊巴塞隆納，以50萬歐元的轉會費突破葡萄牙女子足球員有史以來最高的轉會費紀錄。

## 外部連結
- 琪卡·納扎雷特在巴塞隆納女子足球俱樂部
- 琪卡·納扎雷特在西班牙女子足球甲級聯賽
- Soccerway資料庫：琪卡·納扎雷特
- 琪卡·納扎雷特的Instagram帳戶